# Památná lípa v Zámrsku

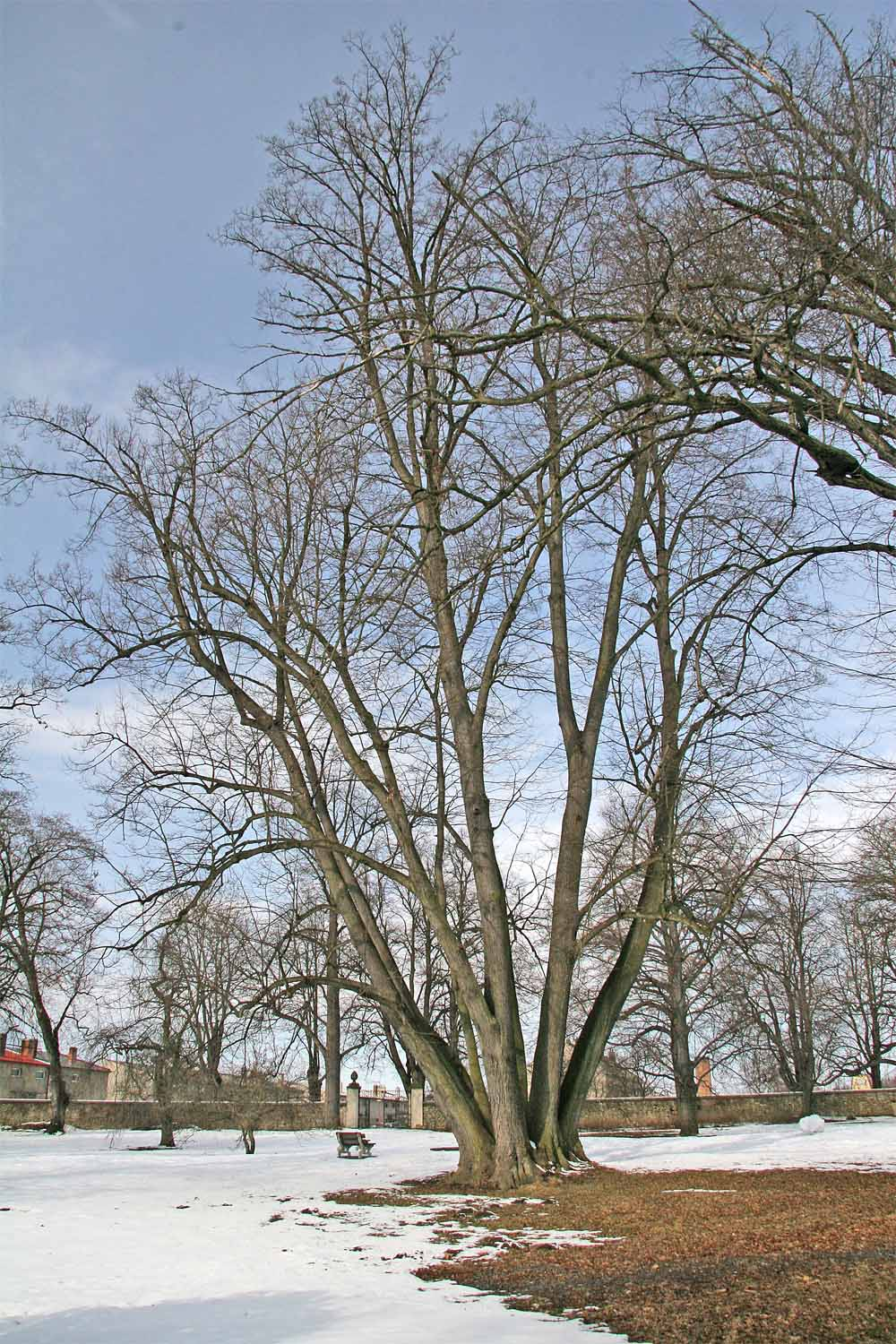
Památná šestikmenná lípa v Zámrsku

V obci Zámrsk asi 4 km severovýchodně od města Vysoké Mýto v okrese Ústí nad Orlicí roste v zámeckém parku skupina památných stromů, z nichž nejvýznamnější je šestikmenná lípa malolistá (Tilia cordata), která zvítězila v anketě Strom roku 2004.
Památná šestikmenná lípa byla vyhlášena jako památný strom v roce 1995 pro svůj neobvyklý vzrůst.
- Lípa je vysoká asi 25 m
- Jednotlivé kmeny mají obvod větší než 2 m
- odhadované stáří je více než 150 let